# Wirujący derwisze

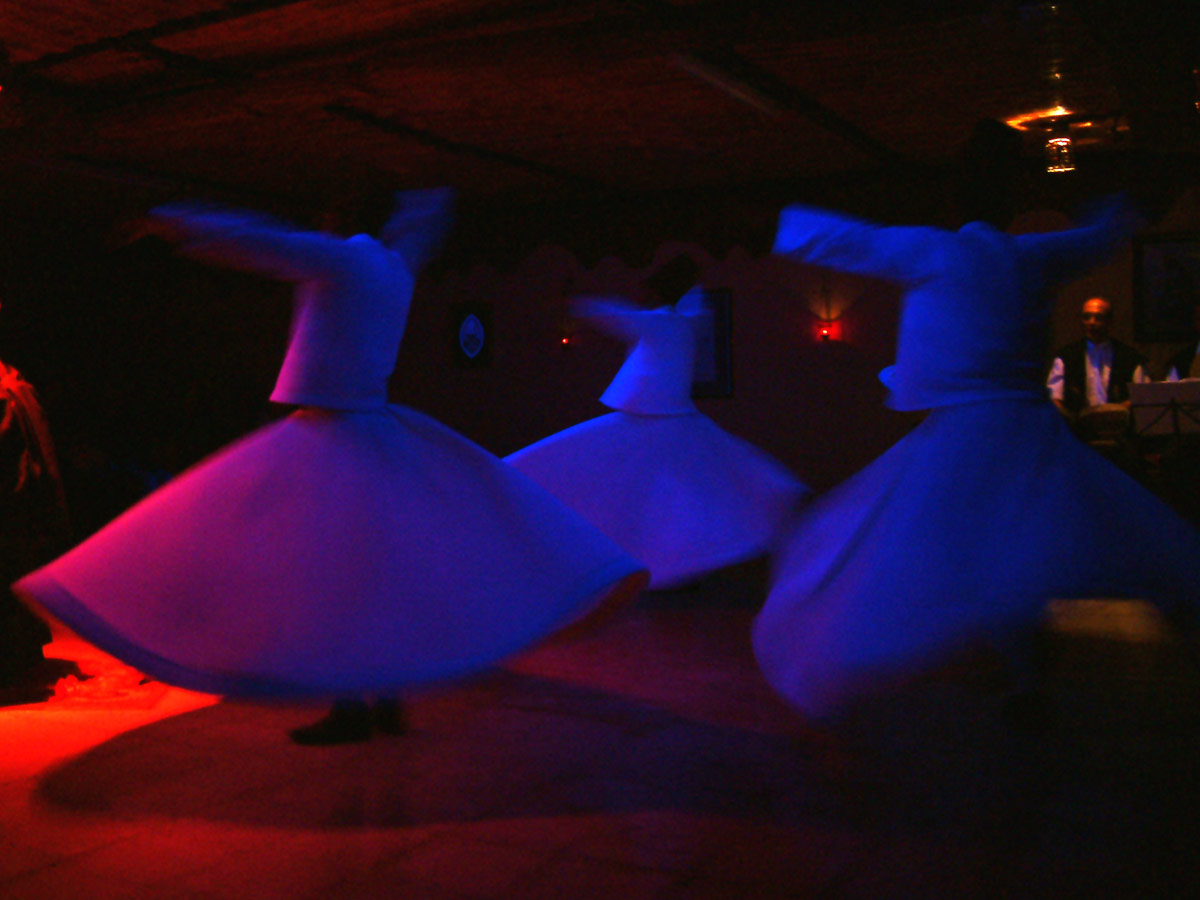
Wirujący Derwisze w Mevlevi Museum w mieście Konya (Turcja)

Wirujący derwisze (tur. Mevlevilik) – zakon muzułmański powstały w XIII wieku w Turcji. Inspiracją do powstania zakonu była mistyczna poezja Rumiego, (zm. w 1273 r. w Konyi). Charakterystyczną cechą uczestników tego zakonu jest medytacja w ruchu w postaci szeregu figur "tanecznych", z których najbardziej widowiskowym jest umiejętność szybkiego wirowania (stąd nazwa). 
Na świecie znany jest zespół MEKDAR (w Polsce nazwany Tańczącymi Derwiszami) prezentujący swe umiejętności na scenie.

## Patrz też
- Dhikr - oryginalny taniec i modlitwa